# 馮吉亨
馮吉亨（14世紀—15世紀），字伯通，浙江寧波府慈谿縣人，明朝政治人物。

## 生平
馮吉亨是永樂十二年（1414年）舉人，十三年（1415年）聯捷進士，獲授兵科給事中但推辭不就，改任龍泉教諭，教學有法、澹泊自持，九年後考績本擬遷任禮科給事中，他卻推辭，改任青州教授，教育士子如在龍泉一樣，學使來臨發現門廷沒有除草，詢問道：「綠滿庭前，教官何事？」他回答：「教官若果耐煩，不會接受此職。」龍泉、青州都讓他入祀名宦祠，致仕回鄉後歸隱慈湖南邊，以吟詠自娛，人稱「湖南居士」，八十一歲才去世。

## 引用
1. 1 2  光緒《慈谿縣志·卷二十六·列傳三》：馮吉亨，字伯通，操履純篤，德性温䂠，由進士試兵科給事中辭不就，乞補教職，授江西龍泉教諭，澹泊自守、立教有法、約人以禮、士風丕變，九年考績將遷 馮氏譜遷禮科給事中 又辭，改青州教授，守身訓士一如龍泉，學者翕然宗之 馮氏譜學使者按臨，見其庭草不除，曰：「綠滿庭前，教官何事？」答曰：「教官性若耐煩，不受此職矣。」龍泉青州皆祀之名宦 ，致仕歸隱於慈湖之南，吟詠自適，稱為「湖南居士」，年八十有一卒。 嘉靖府志
2. ↑  光緒《慈谿縣志·卷二十·選舉中》：舉人……永樂十二年甲午科……馮吉亨 乙未進士……進士……永樂十三年乙未科陳循榜……馮吉亨 教諭，府學碑教授，有傳